# Epidermale groeifactor receptor

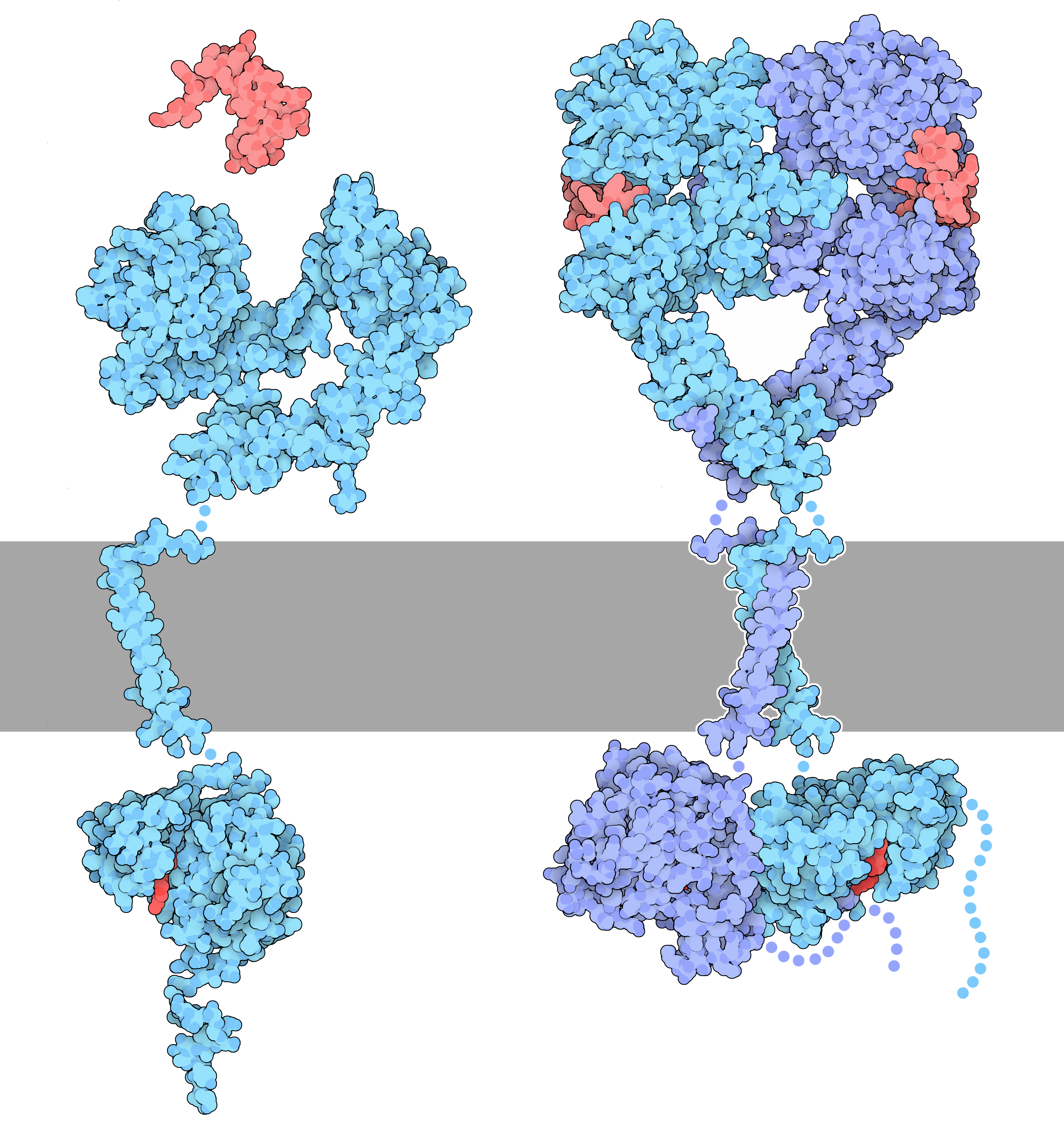
Epidermale groeifactor (rood) en zijn receptor (blauw). De inactieve vorm (links) dimeriseert wanneer het bindt aan het hormoon (rechts). Het celmembraan is schematisch weergegeven in grijs.

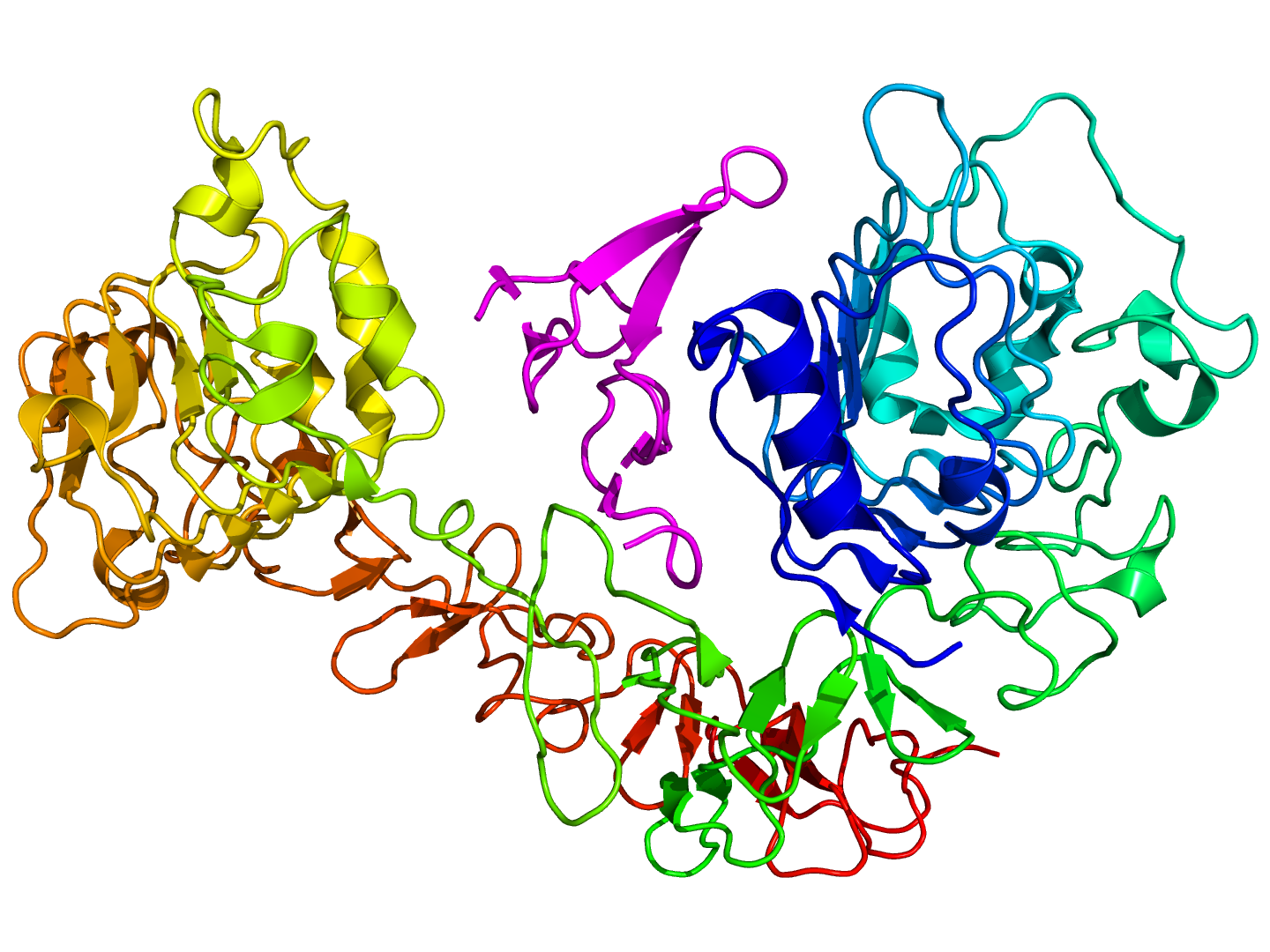
Lintdiagram van de EGFR (N-terminus = blauw, C-terminus = rood) complexvormend met de epidermale groeifactor (magenta).

De epidermale groeifactor receptor (EGFR; ErbB-1; HER1 bij mensen) is een dimeer transmembraaneiwit dat een receptor is voor leden van de epidermale groeifactorfamilie (EGF-familie) van extracellulaire proteïneliganden. Het is 170-kDa groot en is samengesteld uit twee monomeren (samengesteld uit twee alfa/bèta-subeenheden). De alfa-subeenheid zal de koppeling van de epidermale groeifactor (EGF) mogelijk maken en de bèta-subeenheid van de EGFR kan de tyrosineresiduen van andere receptoren waarmee het is geaggregeerd fosforyleren (cross-fosforylatie) en daardoor zichzelf activeren. De epidermale groeifactor receptor brengt het signaal over na zijn binding aan de epidermale groeifactor. Het is een eiwit met intrinsieke tyrosinekinaseactiviteit. Het heeft overeenkomsten met de insuline receptor. Het behoort tot de receptor-tyrosinekinase (RTK)-familie van receptoren met tyrosinekinase-activiteit. 
De epidermale groeifactor receptor is een lid van de ErbB-receptorfamilie, een subfamilie van vier nauw verwante receptortyrosinekinasen: EGFR (ErbB-1), HER2/neu (ErbB-2), Her 3 (ErbB-3) en Her 4 (ErbB-4). Bij veel soorten kanker kunnen mutaties die de EGFR-expressie of -activiteit beïnvloeden, leiden tot kanker.
Epidermale groeifactor en zijn receptor werden ontdekt door Stanley Cohen van de Vanderbilt University. Cohen deelde de Nobelprijs voor Geneeskunde in 1986 met Rita Levi-Montalcini voor hun ontdekking van groeifactoren.
Deficiënte signalering van de EGFR en andere receptortyrosinekinasen bij mensen wordt geassocieerd met ziekten zoals Alzheimer, terwijl overexpressie geassocieerd wordt met de ontwikkeling van een grote verscheidenheid aan tumoren. Onderbreking van EGFR-signalering, hetzij door het blokkeren van EGFR-bindingsplaatsen op het extracellulaire domein van de receptor of door het remmen van intracellulaire tyrosinekinase-activiteit, kan de groei van EGFR-expressieve tumoren voorkomen en de conditie van de patiënt verbeteren.

## Functie
Epidermale groeifactorreceptor (EGFR) is een transmembraaneiwit dat wordt geactiveerd door binding van zijn specifieke liganden, waaronder epidermale groeifactor en transforming growth factor alpha (TGF-α). ErbB2  heeft geen bekende directe activerende ligand en kan zich constitutief in een geactiveerde toestand bevinden of actief worden na heterodimerisatie met andere familieleden zoals EGFR. Na activering door zijn groeifactorliganden ondergaat EGFR een overgang van een inactieve monomere vorm naar een actieve homodimeer. – hoewel er enig bewijs is dat vooraf gevormde inactieve dimeren ook kunnen bestaan vóór ligandbinding. Naast het vormen van homodimeren na ligandbinding, kan EGFR paren met een ander lid van de ErbB2-receptorfamilie, zoals ErbB2/Her2/neu, om een geactiveerd heterodimeer te vormen. Er zijn ook aanwijzingen dat er clusters van geactiveerde EGFR's ontstaan, hoewel het onduidelijk blijft of deze clustering belangrijk is voor de activering zelf of dat deze plaatsvindt na de activering van individuele dimeren.

## Signaaltransductie

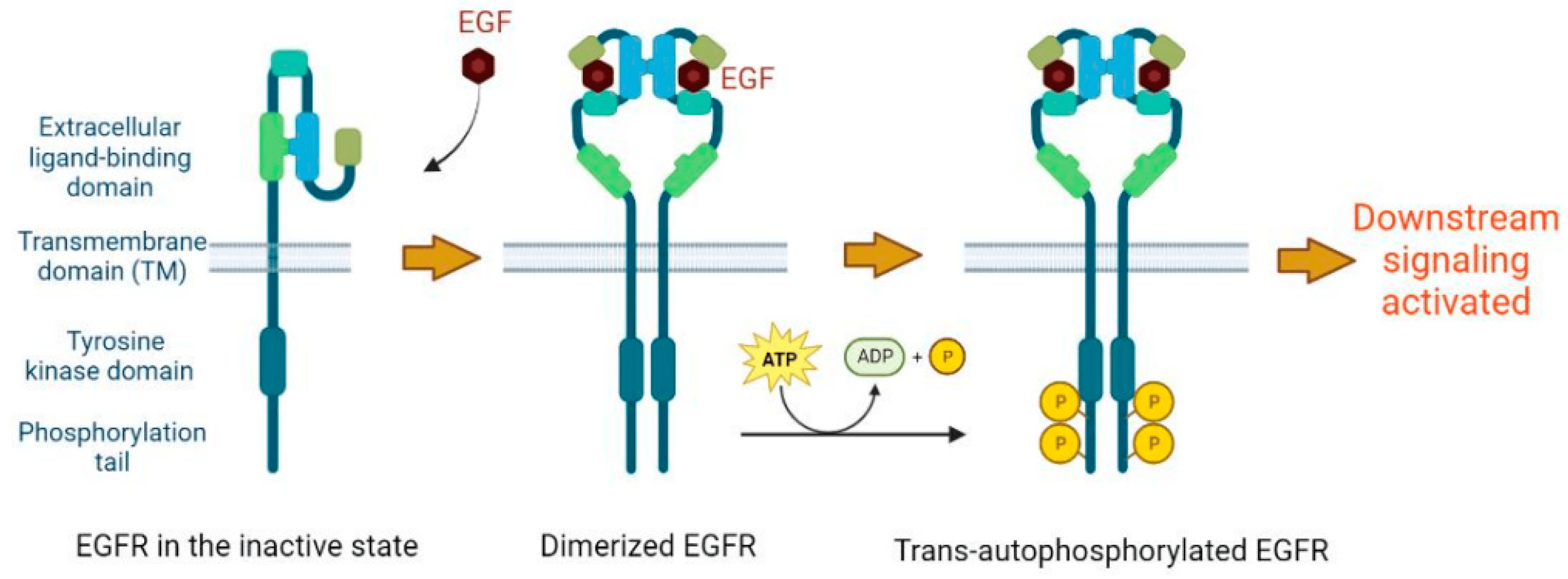
Activering van EGFR

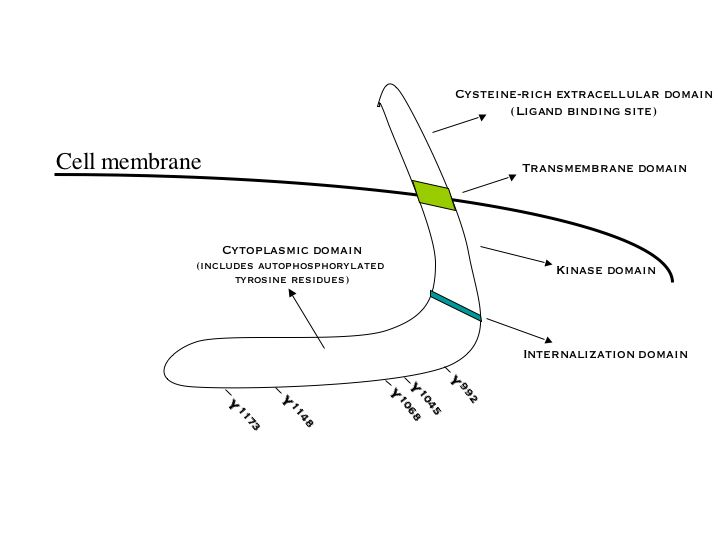
Diagram van de EGF-receptor met belangrijke domeinen

Signaaltransductie

Epidermale groeifacto (EGF) is een hydrofiel eiwit en kan daarom het hydrofobe celmembraan niet passeren. De overdracht van informatie binnen de cel vindt plaats door binding aan de specifieke EGF-receptor (EGFR). Deze binding induceert dimerisatie van de receptor. EGFR-dimerisatie stimuleert de intrinsieke intracellulaire proteïne-tyrosinekinase-activiteit. Als gevolg hiervan vindt autofosforylering van verschillende tyrosine (Y)-residuen in het C-terminusdomein van EGFR plaats. Deze omvatten Y992, Y1045, Y1068, Y1148 en Y1173, zoals weergegeven in het aangrenzende diagram.[11] Gefosforyleerde tyrosinen dienen als anker- of koppelpunt voor eiwitten in het SH2-domein (SRC-homologiedomein) en maken interactie met andere eiwitten mogelijk.
Vier belangrijke eiwitten van dit type binden aan de receptor:
- PLCy (Fosfolipase C-gamma);
- GRB2;
- GAP (GTPase-activerend proteïne);
- SRC (Rous-sarcoomproteïne).

Fosfolipase katalyseert de reactie PIP2 (fosfatidylinositolbifosfaat) → IP3 (inositoltrifosfaat) + DAG (diglyceride). IP3 verbindt zich met een ionkanaal in het endoplasmatisch reticulum, dat de afgifte van het calciumion veroorzaakt. DAG activeert PKC (een type C-proteïnekinase), die door het basale calciumniveau (100 nanomol per liter) onvoldoende wordt geactiveerd.
GRB2 heeft een SH3-domein dat de RasGEF (GDP-uitwisselingsfactor) rekruteert, waardoor het GDP (Guanosinedifosfaat). van een RAS-achtig G-eiwit wordt vervangen door een GTP (Guanosinetrifosfaat). RAS-GTP kan vervolgens een RAF kinase naar het membraan rekruteren, dat wordt gefosforyleerd door PKC (de reactie wordt gekatalyseerd door SRC). Raf1-P ligt aan de oorsprong van een reeks cascade-activaties door fosforylering van een reeks hyaloplasmatische MAP-kinasen; MEK en vervolgens ERK. In gefosforyleerde vorm (ERK-P) komt het de celkern binnen en activeert het verschillende transcriptiefactoren door fosforylering.
Gefosforyleerde RAF kan vervolgens een MAP-kinase (Mitogeen geactiveerd) fosforyleren en activeren, die op zijn beurt een MAP-kinase activeert. Deze laatste fosforyleert de transcriptiefactoren JUN en TCF die respectievelijk de expressie van de oncogenen Jun en Fos veroorzaken.
Deze route leidt dus vooral tot een toename van de transcriptieactiviteit van de cel en een toename van de DNA-replicatie, wat resulteert in een stimulering van de celgroei en -deling (mitose).
Activering van de receptor is belangrijk voor de aangeboren immuunrespons in de menselijke huid. Bovendien kan het kinasedomein van de EGFR de tyrosineresiduen van andere receptoren waarmee het is geaggregeerd fosforyleren (cross-fosforylatie) en daardoor zichzelf activeren.

## Mutaties

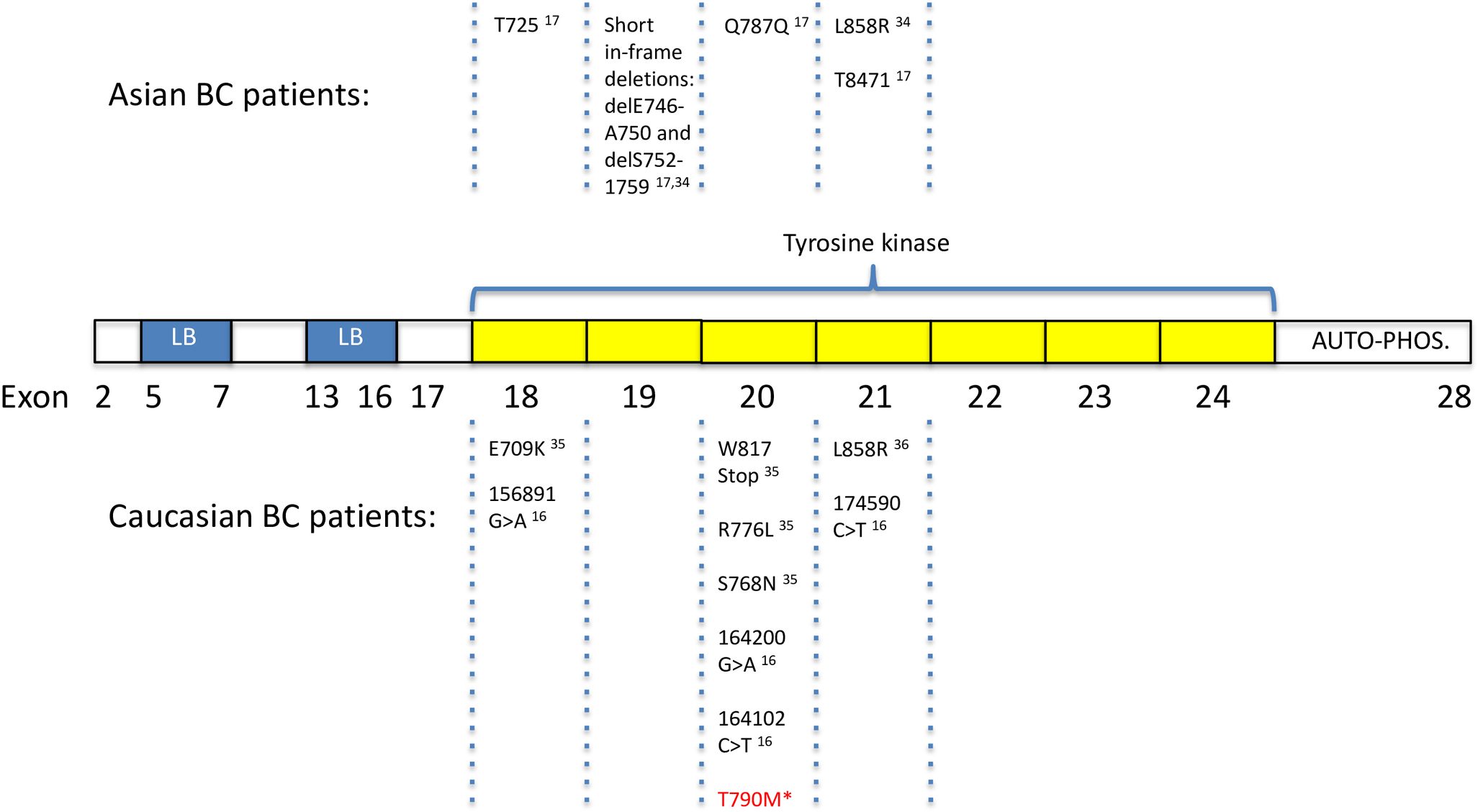
Overzicht van typische EGFR-mutaties en polymorfismen die tot nu toe zijn geïdentificeerd bij borstkanker. LB, ligandbinding; AUTO-PHOS., autofosforyleringstaart.

Het receptorgen ligt op chromosoom 7 (7p11.2). Mutaties van het receptorgen worden in verband gebracht met verschillende vormen van kanker, met name borst- en longkanker.. 
Belangrijkste veranderingen in een exon zijn:
- Exon 19: deleties (gevoeligheid voor tyrosinekinaseremmers - TKI's)
- Exon 20: inserties, T790M, wat een oorzaak is van behandelingsresistentie6. De mutatie vervangt een threonine (T) door een methionine (M) op positie 790 van exon 20,[9]. wat de ATP-bindingsplaats van het EGFR-kinasedomein beïnvloedt.
- Exon 21: missense substitutie-L858R

Bij één kind met epitheliale ontsteking van meerdere organen werd een homozygote mutatie gevonden, die een functieverlies veroorzaakte in het EGFR-gen. De pathogeniciteit van de EGFR-mutatie werd ondersteund door in vitro experimenten en functionele analyse van een huidbiopsie. Zijn ziek makend fenotype weerspiegelt veel eerdere onderzoeksresultaten naar EGFR-functie. Zijn klinische kenmerken omvatten een papulopustulaire rosacea, droge huid, chronische diarree, afwijkingen in haargroei, ademhalingsproblemen en elektrolytenonevenwichtigheden.

## Biologische rol
De EGFR is essentieel voor de buizenontwikkeling (ductuli) van de melkklieren, en agonisten van de EGFR zoals amfireguline, TGF-α en hereguline induceren zowel de ontwikkeling buizen als klierzakjes, zelfs bij afwezigheid van oestrogeen en progesteron.

## Rol bij menselijke ziekten

### Kanker
Mutaties die leiden tot overexpressie van EGFR (bekend als upregulatie) zijn in verband gebracht met een aantal vormen van kanker, waaronder adenocarcinoom van de long (40% van de gevallen), anale kankers, glioblastoom (50%) en keelkanker (80-100%). Deze somatische mutaties waarbij EGFR betrokken is, leiden tot constante activering ervan, wat leidt tot ongecontroleerde celdeling.  Bij glioblastoom wordt vaak een specifieke mutatie van EGFR, EGFRvIII genaamd, waargenomen. Mutaties, upregulaties of misregulaties van EGFR of familieleden zijn betrokken bij ongeveer 30% van alle carcinomen.

### Ontstekingsziekte
Afwijkende EGFR-signalering is betrokken bij psoriasis, eczeem en atherosclerose. De precieze rol die het speelt in deze omstandigheden is echter niet duidelijk.

### Wondgenezing en fibrose
EGFR is aangetoond een cruciale rol te spelen in TGF-β1-afhankelijke fibroblast tot myofibroblast differentiatie. Afwijkende afbreking van myofibroblasten in weefsels kan leiden tot progressieve weefselfibrose, waardoor weefsel- of orgaanfunctie wordt aangetast (bijv. hypertrofische huid of keloïd littekenweefsel, levercirrose, hartspierweefselfibrose, chronische nierziekte).

## Medische toepassingen
De identificatie van EGFR als oncogen heeft geleid tot de ontwikkeling van antikankertherapieën gericht tegen EGFR (genaamd "EGFR-remmers", EGFRi), waaronder gefitinib, erlotinib, afatinib, brigatinib en icotinib voor longkanker en cetuximab voor darmkanker. Meer recent heeft AstraZeneca osimertinib ontwikkeld, een tyrosinekinaseremmer van de derde generatie.